# Fabrizio Bentivoglio
Fabrizio Bentivoglio (n. 4 ianuarie 1957, Milano, Italia) este un actor italian, câștigător al David di Donatello pentru cel mai bun actor principal (1997) pentru Testimone a rischio.